# إشتفان ناغي (سياسي مجري)
إشتفان ناغي (بالمجرية: Nagy István)‏ هو مهندس وسياسي مجري، ولد في 6 يونيو 1967 في المجر. حزبياً، نشط في فيدس – الاتحاد المدني المجري. وقد انتخب عضو الجمعية الوطنية المجرية عن دائرة Győr-Moson-Sopron County 5th constituency ‏ وقد انضم خلال فترته النيابية ‏  للكتلة البرلمانية فيدس – الاتحاد المدني المجري.